# Ritratto di Jaime Sabartès
Ritratto di Jaime Sabartés è un olio su tela (82x66 cm) realizzato nel 1901 dal pittore spagnolo Pablo Picasso.
È conservato nel Museo Puškin di Mosca.
Jaime Sebartés era un caro amico di Picasso e ne divenne anche uno dei principali biografi.